# 宗清寺 (埼玉県美里町)
宗清寺（そうせいじ）は、埼玉県児玉郡美里町白石にある仏教寺院。宗派は臨済宗妙心寺派に属する。山号は見井山（けんせいざん）。児玉三十三霊場第16番。

## 歴史
宗清寺は永正年間頃（1504から1521年）に中興された臨済宗の禅寺。
開山は可渓宗印和尚（文亀元年/1501年示寂）、開基は白石宗清（天正11年/1583年入寂）である。
江戸時代に快川紹喜和尚（大通智勝国師）で名高い甲斐恵林寺より籃月和尚（延宝6年/1678年示寂）がこの地域を布教し、妙心寺派の禅風を鼓舞した。その後融峯和尚（享保16年/1731年示寂）が禅風を相承し、当山を再興した。
可渓宗印和尚以来およそ500年、地域の菩提寺としての歴史がある。

## 境内
- 山門
- 本堂
- 庫裏
- 客殿
- 鐘楼

## 文化財
応安板碑（美里町指定文化財）
緑泥片岩を加工した追善供養塔。板碑には応安六年（1375年）7月5日の年号が刻まれている。
大きさはおよそ高さ2メートル、幅50センチ。阿弥陀如来と脇侍仏と漢字で光明真言が彫られている。
集古十種記載の桐生碑が見つからず、長年謎とされていたが、宗清寺の板碑が間違って集古十種に記載されたようである。

## 行事
- 4月8日 - 仏降誕会（花まつり）
- 8月15日 - 大施餓鬼会
- 12月31日 - 除夜の鐘
- 毎月第二日曜日 - 写経会